# Không gian màu
Không gian màu là một hệ thống xác định các màu sắc. Hệ thống này hỗ trợ tái tạo các biểu diễn màu sắc trên các thiết bị hoặc đồ dùng vật lý, dù các thiết bị đòi hỏi biểu diễn ở các hệ tín hiệu analog và digital. Một hệ không gian màu có thể giúp xác định khả năng hiển thị màu sắc phong phú của các thiết bị hiển thị như màn hình điện tử hoặc một tập tin ảnh số.

## Lịch sử
Năm 1704, Isaac Newton đã phân giải được ánh sáng trắng thành 7 sắc cầu vồng. Năm 1802, Thomas Young đề ra giả thuyết về ba loại tế bào nón, mỗi loại nhạy cảm với các loại màu sắc khác nhau.

## Không gian màu RGB
Một không gian màu RGB là một không gian màu xây dựng trên mô hình màu RGB gồm ba màu cơ bản là đỏ, xanh lá cây và xanh lam.